# María Ruiz Solás
Maria Ruiz Solás (Madrid, 9 de setembre de 1970) és una periodista, empresària i política espanyola, membre del Congrés dels Diputats per Vox a les legislatures XIII i XIV.

## Biografia
És filla d'un enginyer de mines i una mestressa de casa procedents d'Andújar, Jaén; també és néta de Guàrdia Civil. Va estudiar periodisme a la Universitat CEU San Pablo, llavors adscrita a la Universitat Complutense de Madrid, abans de treballar per a un diari local. Més tard va fundar una editorial amb el seu marit enfocant-se en la publicació i distribució de contingut en el sector automotriu i va editar una revista d'informació local a Villaviciosa de Odón.

### Carrera política
Solás es va unir a Vox el 2015. Durant les eleccions locals espanyoles de 2015, va ser escollida regidora de Vox a Villaviciosa de Odón i es va presentar sense èxit com a candidata de Vox a l'alcaldia del municipi el 2019.
L'abril de 2019 va ser triada per al Congrés dels Diputats per Vox per Madrid. Va ser reelegida durant les eleccions celebrades el novembre del mateix any. Al Congrés, ha format part de les Comissions de Turisme i Treball, Inclusió, Seguretat Social i Migració.
A les eleccions al Congrés dels Diputats de 2023 figura com a número 2 a la llista de VOX per Madrid, després del president del partit, Santiago Abascal.